# Бвејнавентура Лејкс (Флорида)
Бвејнавентура Лејкс (енгл. Buenaventura Lakes) насељено је место без административног статуса у америчкој савезној држави Флорида.

## Демографија
По попису из 2010. године број становника је 26.079.
| Група             | 2000.    | 2010.          |
| Белци             | 0 (0,0%) | 3.947 (15,1%)  |
| Афроамериканци    | 0 (0,0%) | 3.697 (14,2%)  |
| Азијати           | 0 (0,0%) | 670 (2,6%)     |
| Хиспаноамериканци | 0 (0,0%) | 18.160 (69,6%) |
| Укупно            | 0        | 26.079         |